# Pillestar
Pille-Star (Carex pilulifera) er et 10-40 cm højt halvgræs, der vokser på heder, overdrev og i skove.

## Beskrivelse
Pille-Star er en flerårig urt med en tueformet vækst. Skuddene er korte og oprette ved blomstringen. men forlænges og bøjes bueformet ned mod jordoverfladen ved frugtmodning. Blomsterstanden består af et enkelt hanaks og et par kugleformede grønlige hunaks. Frugthylstret er dunhåret og har et fedtholdigt væv ved basis, hvilket gør den tiltrækkende for myrer.

## Udbredelse
Endemisk i Europa. I Danmark er den almindelig på Øerne og i Østjylland.

## Habitat
Pille-Star findes på sur-græsland, hede og morbund i løvskov.